# St. George's Cathedral (Southwark)
St. George's Cathedral i Southwark i London er domkirken til det katolske Southwark ærkebispedømme. Den ligger på Lambeth Road, lige ovenfor Imperial War Museum, og er viet til Sankt Jørgen. 
Den første katedral stod færdig i 1848 og var tegnet af Augustin Pugin. Den blev meget beskadiget under 2. verdenskrig, og den nuværende katedral blev indviet i 1958. 
London South Bank University bruger hver sommer katedralen til sin afslutningsceremoni.
51°29′52″N 0°06′28″V / 51.49778°N 0.10778°V